# Turkije op de Olympische Winterspelen 1994
Tijdens de Olympische Winterspelen van 1994, die in Lillehammer (Noorwegen) werden gehouden, nam Turkije voor de elfde keer deel.

## Deelnemers en resultaten
(m) = mannen, (v) = vrouwen 

### Langlaufen
| Olympiër        | Discipline                    | Resultaat | Prestatie                                    |
| --------------- | ----------------------------- | --------- | -------------------------------------------- |
| Mithat Yıldırım | 10 km klassiek (m)            | 87e       | 32.34,8 (+8.14,7)                            |
| Mithat Yıldırım | achtervolging 10 km+15 km (m) | dns       | niet gestart 15 km (10 km:32.34 + 15 km:dns) |

Amerikaanse Maagdeneilanden · Amerikaans-Samoa · Andorra · Argentinië · Armenië · Australië · België · Bermuda · Bosnië en Herzegovina · Brazilië · Bulgarije · Canada · Chili · China · Chinees Taipei · Cyprus · Denemarken · Duitsland · Estland · Fiji · Finland · Frankrijk · Georgië · Griekenland · Groot-Brittannië · Hongarije · IJsland · Israël · Italië · Jamaica · Japan · Kazachstan · Kirgizië · Kroatië · Letland · Liechtenstein · Litouwen · Luxemburg · Mexico · Moldavië · Monaco · Mongolië · Nederland · Nieuw-Zeeland · Noorwegen · Oekraïne · Oezbekistan · Oostenrijk · Polen · Portugal · Puerto Rico · Roemenië · Rusland · San Marino · Senegal · Slovenië · Slowakije · Spanje · Trinidad en Tobago · Tsjechië · Turkije · Verenigde Staten · Wit-Rusland · Zuid-Afrika · Zuid-Korea · Zweden · Zwitserland